# Морская пещера

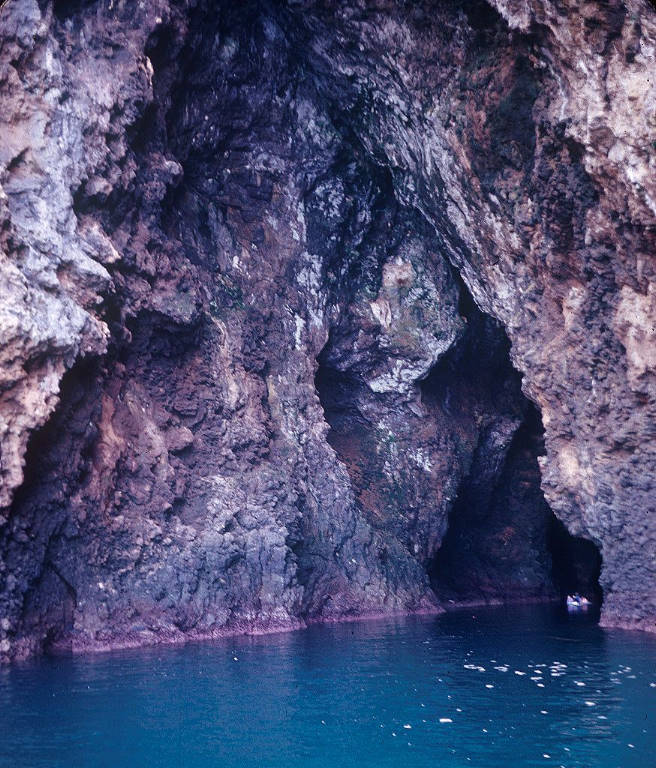

Морская пещера (также прибрежная пещера) — один из видов пещер, формируемый волновой активностью морей. Основным процессом, приводящим к формированию таких пещер, является эрозия. Морские пещеры существуют во всём мире — во множестве формируемые вдоль современных береговых линий, а также реликтовые морские пещеры вдоль береговых линий древних морей. Ряд крупнейших волноприбойных пещер встречаются на побережье Норвегии, хотя в настоящее время они располагаются на высоте 100 футов или выше уровня современного моря. Они, однако, по-прежнему классифицируются как «прибрежные пещеры». Напротив, в таких местах, как залив Панг Нга в Таиланде, уже давно образованные в известняке пещеры ныне оказались затоплены в результате повышения уровня моря и теперь подвержены прибрежной эрозии, что представляет собой новый этап их расширения.
Ряд самых известных морских пещер расположен на территории Европы. Фингалова пещера на шотландском острове Стаффа — просторная пещера длиной около 70 м, сформированная в столбчатом базальте. Голубой грот на острове Капри, пусть и меньший по размерам, славится уровнем кажущейся люминесценции его вод, которая достигается с помощью света, проходящего через его подводные отверстия. Римляне построили лестницу в его задней части и ныне обрушившийся тоннель на поверхность. Греческие острова также отличаются разнообразием и красотой расположенных там морских пещер. Многочисленные морские пещеры были обнаружены и изучены в Англии, Шотландии и во Франции, в частности, на побережье Нормандии. До 2013 года самыми крупными известными морскими пещерами были обнаруженные вдоль западного побережья Соединённых Штатов Америки, на Гавайских островах и на Шетландских островах. В 2013 году было объявлено об открытии и исследовании крупнейшей в мире морской пещеры. Расположенная на побережье Отаго в Новой Зеландии, на Южном острове, пещера Матаинака оказалась самой широкой в мире, имея ширину в 1,5 км. Кроме того, в 2013 году Кроссли сообщил о недавно изученном пещерном прибрежном комплексе, идущем на длину чуть более километра по побережью на Бетелс-Бич на Северном острове Новой Зеландии.